# Dermatology
Dermatology  ist eine wissenschaftliche Fachzeitschrift, die Arbeiten aus dem medizinischen Teilgebiet Dermatologie veröffentlicht. Sie ist die offizielle Zeitschrift der Schweizerischen Gesellschaft für Dermatologie und Venerologie und der Königlich Belgischen Gesellschaft für Dermatologie und Venerologie und wird vom Karger-Verlag veröffentlicht. Sie wurde 1893 als Dermatologische Zeitschrift gegründet und 1939 in Dermatologica umbenannt. Seit 1993 trägt die Zeitschrift ihren jetzigen Namen.
Begründer und erster Chefredakteur der Zeitschrift war der deutsche Dermatologe Oskar Lassar. Andere berühmte Redakteure der Zeitschrift waren Wilhelm Lutz (1939–1958) und Rudolf Schuppli (1959–1985).
Der Impact Factor lag im Jahr 2014 bei 1,569. Nach der Statistik des ISI Web of Knowledge wird das Journal mit diesem Impact Factor in der Kategorie Dermatologie an 31. Stelle von 62 Zeitschriften geführt.